# Zentraleuropastudien

Zentraleuropa nach der von Paul Vidal de la Blache begründeten Géographie universelle (1927)

Die Zentraleuropastudien (englisch Central European Studies) oder Mitteleuropäische Studien sind ein interdisziplinäres Fachgebiet, das sich mit der kulturellen, historischen, politischen und sozialen Entwicklung der Länder Mittelosteuropas beschäftigt. Diese Region umfasst Länder wie Polen, Ungarn, Tschechien, die Slowakei, Österreich sowie Teile Deutschlands und Kroatiens. Ziel der Zentraleuropastudien ist es, die kulturelle und politische Vielfalt sowie die historischen Prozesse zu verstehen, die diese Region geprägt haben. Sie sind ein Teilgebiet der European Studies.
Die historische Dimension spielt eine zentrale Rolle, da Mittel- und Osteuropa eine lange Geschichte von imperialen Mächten, Migrationen und politischen Umbrüchen erlebt hat. Besonders hervorzuheben sind die Zeit des Heiligen Römischen Reiches, die habsburgische Monarchie, der Zweite Weltkrieg sowie der Kalte Krieg und die nachfolgenden Demokratisierungsprozesse. Das Studium dieser Perioden ermöglicht ein besseres Verständnis für aktuelle politische und kulturelle Dynamiken.
Ein weiterer wesentlicher Bestandteil ist die Untersuchung von Kultur und Sprache. Die verschiedenen Völker Mittelosteuropas teilen viele kulturelle Gemeinsamkeiten, gleichzeitig gibt es jedoch auch eine bemerkenswerte sprachliche und kulturelle Vielfalt. Themen wie nationale Identität, Minderheitenrechte und transkultureller Dialog sind zentrale Aspekte der Zentraleuropastudien.

## Historische Entwicklung und Etablierung
Die Ursprünge der Central European Studies reichen bis in das frühe 20. Jahrhundert zurück, als die politischen und kulturellen Entwicklungen in Mittel- und Osteuropa verstärkt in den Fokus der akademischen Forschung gerieten. Besonders nach dem Zweiten Weltkrieg und später im Zuge des Kalten Krieges wuchs das Interesse an dieser Region. Die politische Teilung Europas sowie die Demokratisierungsbewegungen im späten 20. Jahrhundert machten die Region zu einem Gegenstand intensiver Forschungsbemühungen.
Einen entscheidenden Impuls erhielten die Central European Studies nach dem Fall des Eisernen Vorhangs (1989/1990). Mit der Osterweiterung der Europäischen Union und der damit verbundenen politischen, wirtschaftlichen und kulturellen Transformation wurde das Studium der Region zu einem Kernbereich europäischer Forschungsprogramme.

## Institutionelle Verankerung
Zahlreiche Universitäten und Forschungsinstitute bieten heute Studiengänge und Forschungsschwerpunkte im Bereich der Central European Studies an. Beispielsweise gibt es an der Universität Wien einen Masterstudiengang "Interdisciplinary Central European Studies", der sich interdisziplinär mit Geschichte, Politik, Kultur und Wirtschaft Mittel- und Osteuropas beschäftigt. Auch die Charles University in Prag bietet spezialisierte Programme in Central European Studies an, die ein breites Spektrum an Themen wie Sprachwissenschaft, Minderheitenforschung und transnationale Netzwerke umfassen. An der Humboldt-Universität zu Berlin ist das Osteuropa-Institut ein herausragendes Beispiel für die institutionelle Verankerung dieses Fachs. Das Institut bietet interdisziplinäre Programme, die die politischen und sozialen Dynamiken Zentral- und Osteuropas kritisch analysieren. Darüber hinaus hat sich das Zentrum für Osteuropastudien der Universität Glasgow als eines der führenden akademischen Zentren in Großbritannien etabliert.
Einige akademische Einrichtungen bieten ihren Studierenden Abschlüsse, Haupt- und Nebenfächer, Zertifikate, Spezialisierungen oder andere Formen von Bildungsabschlüssen an.
- BA in Mitteleuropäischen Studien, University of North Carolina at Chapel Hill[5]
- BA in Mitteleuropäischen Studien, Comenius-Universität[6]
- BA in Mitteleuropäischen Studien, University of Southern California[7]
- BA in Mitteleuropäischen Studien, University of Manitoba[8]
- BA in Osteuropäischen und Ostmitteleuropäischen Studien, Universität Heidelberg[9]
- BA und MA in Mitteleuropäischen Studien, Masaryk-Universität[10]
- MA in Mitteleuropäischen Studien, Universität Hradec Králové[11]
- MA in Mitteleuropäischen Studien, Eötvös-Loránd-Universität[12]
- MA in Ost- und Mitteleuropäischen Studien, Universität Lund[13]
- MA(Sozialwissenschaften)/MA in Mittel- und Osteuropäischen Studien, Universität Glasgow[14]
- MA in Balkan-, Eurasischen und Mitteleuropäischen Studien (BECES), Karls-Universität[15]
- MA in Mittel- und Südosteuropäischen Studien, University College London[16]

Die akademische Relevanz zeigt sich auch in der Gründung von internationalen Fachgesellschaften, wie der "Association for Slavic, East European, and Eurasian Studies" (ASEEES) und der "Society for Central European Studies", die regelmäßig Konferenzen und Publikationen herausgeben.

## Publikationsaktivität und wissenschaftlicher Austausch
Die starke Publikationsaktivität im Bereich der Central European Studies ist ein weiteres Indiz für die Etablierung des Fachs. Zeitschriften wie "Central European History", "East European Politics and Societies" und "Journal of Central European Cultural Studies" veröffentlichen regelmäßig Artikel, die die neuesten Forschungsergebnisse präsentieren. Diese Publikationen stellen ein zentrales Forum für den wissenschaftlichen Austausch dar und sind international hoch angesehen.
Darüber hinaus fördern internationale Konferenzen den akademischen Dialog. Die jährlich stattfindenden Treffen der ASEEES ziehen Wissenschaftlerinnen und Wissenschaftler aus aller Welt an und bieten Plattformen für die Präsentation neuer Forschungsergebnisse.

## Politische und gesellschaftliche Relevanz
Die politische und gesellschaftliche Bedeutung der Central European Studies trägt ebenfalls zu ihrer akademischen Etablierung bei. Die Region Mittel- und Osteuropa steht im Zentrum zahlreicher globaler Herausforderungen wie Migration, Demokratiekrisen und geopolitischen Konflikten. Die Analyse dieser Themen aus interdisziplinärer Perspektive liefert wertvolle Einsichten für politische Entscheidungsträger und die öffentliche Debatte.
Beispielsweise sind die Debatten über die Rechtsstaatlichkeit in Polen und Ungarn ein zentrales Thema der Europäischen Union und erfordern ein tiefes Verständnis der historischen, kulturellen und politischen Dynamiken dieser Länder. Die Forschung im Bereich der Central European Studies bietet hier unverzichtbare Analysen und Lösungsansätze.

## Wissenschaftliche Publikationen
- Zeitschrift Für Ostmitteleuropa-Forschung (Journal of East Central European Studies)[17]
- Центральноевропейские исследования/Centralʹnoevropejskie issledovaniâ (Central-European Studies)[18]
- Studies in Central European Histories (Brill)[19]
- Central European History (Cambridge Core)[20]
- Eastern and Central European Studies series (Peter Lang)[21]
- Central European Studies series (Purdue University Press)[22]